# نانا برایانت
نانا برایانت (انگلیسی: Nana Bryant؛ ‏ ۲۳ نوامبر ۱۸۸۸ – ۲۴ دسامبر ۱۹۵۵) بازیگر اهل ایالات متحده آمریکا بود.
از فیلم‌هایی که وی در آن نقش داشته‌است، می‌توان به دختر نجیب؟ و می‌خواهی بخواه، نمی‌خواهی نخواه اشاره کرد.